# South River (Terre-Neuve-et-Labrador)
Pour les articles homonymes, voir South River.
South River est une ville située à Terre-Neuve-et-Labrador, au Canada.